# Psammodontidae
Die Psammodontidae bzw. Psammodontiformes sind eine ausgestorbene Gruppe von Knorpelfischen, die ausschließlich durch Funde isolierter fossiler Zahnplatten bekannt ist und vom Unterkarbon bis zur Oberperm vorkam. Die Zahnplatten sind viereckig und wenige dieser Platten bildeten ein zweireihiges Pflasterzahngebiss, das zum Zerkleinern hartschaliger Beutetiere geeignet war.
Man nimmt an, dass die Psammodontidae entfernte Verwandte der heutigen Seekatzen (Chimaeriformes) sind.

## Systematik
Die Ordnung Psammodontiformes umfasst die Gattung Mazodus und die Familie Psammodontidae, die in einem Schwestergruppenverhältnis zueinander stehen. Die Familie Psammodontidae umfasst die drei Gattungen Archaeobatis, Lagarodus und Psammodus.
- Psammodontiformes
  - Mazodus
  - Psammodontidae
    - Archaeobatis
    - Lagarodus
    - Psammodus